# TOKYO MX STADIUM
『TOKYO MX STADIUM』（トーキョー・エムエックス・スタジアム）は、東京メトロポリタンテレビジョン（TOKYO MX）で1998年から2012年まで放送されていた野球中継番組。ハイビジョン制作（一部試合を除く）。2006年以降の正式な番組名は『TOKYO MX STADIUM（西暦）』。
2009年以降TOKYO MXの野球中継においてこのタイトルを使用するのは東京ヤクルトスワローズ主催試合中継だけとなり、その東京ヤクルト戦中継も2012年限りで全て打ち切られたため（後述の福岡ソフトバンクホークス主催試合中継や高校野球中継ではこのタイトルを使用していない）、それに伴っての番組終了となった。
本項では、TOKYO MX STADIUMの番組開始以前からの前史や番組終了後の高校野球中継やソフトバンク戦中継などを含めたTOKYO MXの野球中継全般についても記述する。

## 概要
1997年以前のMXテレビはプロ野球中継の放送がほとんどなかったが、番組編成を見直した1998年からサンテレビが制作した阪神タイガース主催試合中継（『サンテレビボックス席』）と、自社制作の東京六大学野球、夏の高校野球東京都大会（東・西ブロックとも）の試合の実況中継をこのタイトルで放送するようになった。とくに阪神戦中継は「六甲おろしが、東京に吹く」というキャッチコピーを用いてアピールしており、東京都内を走る山手線などの電車内にステッカー形式の車内広告を出して宣伝していた。
これらに加えて、2007年からは福岡ソフトバンクホークス主催試合の中継も行っている（→STRONG!ホークス野球中継を参照）。
大学野球中継はその後打ち切られたため、放送対象はプロ野球公式戦と高校野球大会だけとなり、2007年からは阪神戦とソフトバンク戦の他に、明治神宮野球場で行われる東京ヤクルトスワローズ主催試合（主に対中日ドラゴンズ戦、三重テレビと岐阜放送（GBS、以下ぎふチャン）へもネット）の自社制作放送という陣容となる。なお、2006年以降の東京ヤクルト主催公式戦の自社制作は、対中日戦を年2、3試合程度放送で三重テレビとぎふチャンにネットするという放送形式でほぼ固定されていた。
以前はテレビ埼玉（TVS、以下テレ玉）制作の埼玉西武ライオンズ戦、GAORA制作の北海道日本ハムファイターズ戦（東京ドーム主催試合）や千葉テレビ（CTC、以下チバテレ）制作の千葉ロッテマリーンズ戦も放送していたことがあるが、2006年度以降は番組供給を受けていないため放送されていない。
2006年までは東京シティ競馬やFC東京のナイター開催がある場合はそちらを優先して編成するため野球中継をしないことが多かったが、本社がテレコムセンターから現在地（半蔵門メディアセンター）に移転し、地上デジタル放送が本格的に開始されてからは、マルチ編成が開始され、野球中継と並行して放送することも多くなった。現在は終日マルチ編成を実施しているため、野球中継と競馬中継の放送時間帯が重なる場合は前者がメインチャンネルで、後者はサブチャンネルで放送するようになっている。
ヤクルト主催試合は地上デジタル放送でも4:3の標準画質で放送されていた。2010年よりデジタル放送への完全移行の準備としてアナログ放送ではほとんどの番組がレターボックス放送になっていたものの、本番組では4:3の標準画像のままとなっていた。2011年より画面サイズは16:9になったが、前述のとおり野球中継時はマルチ編成のため標準画質のままだった。

### 「MXスタジアム」以前の野球中継
MXで最初に放送された野球中継は1995年11月5日に阪神甲子園球場で行われた「'95プロ野球日韓親善スーパーゲーム」第3戦で、開局記念特別番組として午後1時から試合終了まで生中継した。これはサンテレビからのネット供給による放送で、MXテレビ、サンテレビ（制作局）、KBS京都の3局ネットで放送された（KBS京都は競馬中継のため変則時間帯を適用）。この日は日曜日だったため、関東地区の他の独立UHF放送局（tvk、テレ玉、チバテレビ、群馬テレビ）は中央競馬ワイド中継を放送する関係でネットしなかった。
なお、1990年代のTOKYO MXはスポンサーが極めて少なく、ほとんどCMなしで放送していた（ただし、東京新聞や伊藤園「充実野菜」などのCMが番組の合間に流されていた）。

## 歴史

### 番組開始前の前史
- 1995年
  - 11月5日午後1時より「'95プロ野球日韓親善スーパーゲーム」第3戦（阪神甲子園球場、サンテレビ制作）を生中継。
- 1996年
  - 7月、高校野球東・西東京大会の中継を開始。神宮球場より決勝戦を中継する。当時は「東京NEWS」を優先させていたため11～13時は中断していた。
- 1997年
  - 4月、東京六大学野球春季リーグの中継を開始。
  - 9月、東京六大学野球秋季リーグを中継。

### 番組の沿革
- 1998年 MXテレビの野球中継の統一タイトルを『MXスタジアム』とする。この年はSIDE-ONE「青いプライドの靴」がテーマ音楽となったが、翌年「阪神タイガースの歌」に変更となる。
  - 4月、プロ野球公式戦の中継を開始するが、地元球団であるヤクルトスワローズの主催試合は殆ど放送されず、サンテレビ制作の阪神タイガース主催試合中継『サンテレビボックス席』のネット受け放送が中心となる。
  - 5月24日、初の自主制作となるプロ野球中継「ヤクルトスワローズ対中日ドラゴンズ」戦（神宮球場）のナイターを中継予定であったが、雨天順延となり秋の放送に変更となった。
- 2002年
  - 5月3日、開局以来初の中日、阪神、ヤクルト以外のセ・リーグ主催試合中継広島東洋カープ主催試合を放送。（ただしこの日と9月3日は共にサンテレビ制作、阪神戦の中継である。なお、広島戦のデーゲーム中継は初中継を最後に以降行われていない。）
- 2003年
  - 4月3日、広島戦をKBS京都でも放送した為、この日がMXで放送した唯一の広島戦3局ネットとなった。（広島地区は広島テレビが自社制作、4月2日と9月3日はサンテレビと2局ネットでの放送であった。結局広島主催試合は2002年と2003年の合計5試合のみの中継に終わった。）
  - 9月15日、阪神18年ぶり優勝試合を一部バラエティ番組をはさみながらもサンテレビ制作で完全放送を行う（関西テレビでの中継とは別放送。）
- 2004年
  - 5月18日、千葉ロッテマリーンズ戦（チバテレビ制作の主催試合中継）を放送。（同じく放送予定だった5月19日の試合は雨天中止となったため、この日の放送がMXで放送された唯一のロッテ主催試合となっている。）
- 2005年
  - 4月15日、北海道日本ハムファイターズ対東北楽天ゴールデンイーグルス戦の東京ドーム遠征試合を中継。（GAORA制作、地上波はテレ玉発。）
  - 4月19日、西武ライオンズ対楽天戦を中継。（テレ玉制作）
  - 5月、交流戦開始。阪神主催の対西武戦、対ソフトバンク戦から放送開始。
  - 6月16日、交流戦、西武対阪神戦を放送。（MXで放送されたテレ玉制作のプロ野球公式戦中継は以上の3試合のみとなっている。）
  - 阪神戦中継の中で毎年若干数が放送されていた読売ジャイアンツの公式戦（阪神対巨人戦）はこの年を最後に中継が無くなる。これ以降TOKYO MXは2021年に交流戦のソフトバンク対巨人戦を放送するまで、地元球団である巨人の公式戦を一度も放送していなかった[注 1]。
- 2006年
  - 7月1日、東京MXテレビが開局以来放送してきたテレコムセンターから麹町の新社屋へ移転。
  - 7月、愛称が「TOKYO MX」に変更されたことに伴ってタイトルを『TOKYO MX STADIUM』とする。
  - 8月4日と8月6日、ヤクルト対中日戦（神宮球場）のナイターをハイビジョン生中継。
（三重テレビと岐阜放送へも同時ネットする）
  - 11月4日、明治神宮外苑創建80周年記念試合「東京ヤクルトスワローズ対東京六大学選抜」戦（神宮球場）を生中継。
- 2007年
  - 4月、ソフトバンク本社が放送枠を買い取る形でヤフードームでの福岡ソフトバンクホークス主催試合の中継『STRONG!ホークス野球中継』を開始。セ・パ交流戦については対中日戦1試合を放送した。
- 2013年
  - 東京ヤクルトスワローズ戦の中継から撤退した事に伴い、「TOKYO MX STADIUM」としての番組終了。これ以降は高校野球中継やホークス中継など個別の番組での中継となる。

### 各年度のできごと
ここでは、主にプロ野球中継について列挙する。

#### 2006年
- 2006年は、4月の開幕から東京MXテレビがテレコムセンターに入居していた6月いっぱいまでは中継がなかったが、麹町新社屋に移転しハイビジョン放送を開始（同時にTOKYO MXに改称）した7月から公式戦終了までは、サンテレビ制作の阪神戦4試合、自社制作のヤクルト対中日戦（神宮球場）の3試合が中継されたほか、11月4日には、明治神宮外苑創建80年記念試合「東京六大学選抜対ヤクルト」（神宮球場）も中継された[注 2]。
  - なお、サンテレビではこの年の5月より阪神戦を中心にハイビジョン制作を開始したが、TOKYO MXの放送では最後まで標準画像のまま続いた。

#### 2007年
- 2007年度よりソフトバンクの主催試合を中継する『STRONG!ホークス野球中継』が放送開始されるが、MXスタジアムにおいて従来から細々と放送されている自社制作のヤクルト戦中継も引き続き行われた。その一方で、サンテレビ制作の阪神戦中継はわずか2試合（いずれも対中日戦）にまで激減した。しかも2試合のうち7月14日は雨天中止となったため、実際に中継されたのは9月15日の1試合だけであった。
  - これとは別に、7月19日に松山坊っちゃんスタジアムで開催されたフレッシュオールスターゲームをサンテレビからネット受けして生中継した。
  - 9月15日は 阪神対中日（デーゲーム、甲子園球場。サンテレビ制作）と『STRONG!ホークス野球中継 ソフトバンク対日本ハム（ナイター、福岡Yahoo! Japanドーム。自主製作）と、TOKYO MXでは野球中継が2本続けて放送された。

#### 2008年
- 4月27日に神宮球場で、8月6日と7日に、松山中央公園野球場で行われたヤクルト対中日戦を自社制作で中継した。
  - なお、サンテレビからネットされる阪神戦については、tvkやチバテレビなど他の関東独立UHF局ではハイビジョン放送となっているのに対し、MXでは4：3の標準画質での放送のままとなっていた。

#### 2009年
- 7月31日・8月1日・2日に神宮球場で行われたヤクルト対中日戦（ナイター）を自社制作で中継した。三重テレビとぎふチャンにもネットされた。
- この年からサンテレビ制作の阪神戦中継のネットが消滅し、すべて自主制作となっている。

#### 2010年
- 8月4日・5日・9月20日に神宮球場で行われたヤクルト対中日戦を自社制作で中継。前年同様、三重テレビとぎふチャンにもネットされた。
  - なお、9月20日は『STRONG!ホークス野球中継』 ソフトバンク対西武（デーゲーム、福岡Yahoo! Japanドーム）と、このヤクルト対中日（ナイター）と、TOKYO MX自主制作によるプロ野球中継が2本立てで放送された。

#### 2011年
- 4月30日に『「がんばろう東北」東北楽天ゴールデンイーグルス野球中継』として初めて、楽天主催の楽天対オリックス戦（日本製紙クリネックススタジアム宮城）を放送。2011年度は23試合中継。実況・解説はMX独自であるが、現地派遣はせずスタジオで球団制作の映像に合わせて行う。
- 8月23日・24日・25日に神宮球場の東京ヤクルトスワローズ対中日ドラゴンズ戦を中継した。

#### 2012年
- 7月4日、5日、8月31日に神宮球場で行われたヤクルト対中日を中継した（例年どおりぎふチャンと三重テレビにネット）。

#### 2013年
- 放送対象をソフトバンク主催試合だけに絞ったことにより、ヤクルト主催試合の中継が全廃され、番組終了となる。これ以降TOKYO MXでのプロ野球中継は「パ・リーグ応援宣言!ホークス中継」に限定され、ヤクルト公式戦の放送機会は交流戦のソフトバンク対ヤクルト戦のみとなる。

## 主な放送試合

### プロ野球
- 福岡ソフトバンクホークス戦（→参照）

かつて放送していた試合
- 阪神タイガース戦（サンテレビ制作）
※2004年度までは年間20〜30試合程度放送していたが、徐々に試合数が減り、2007年度以降はわずか2〜3試合（いずれも対中日戦）に激減した。2009年度以降は放送なし。
  - ※ただし朝日放送（ABCテレビ）との共同制作でリレー中継実施時（主に水曜日・日曜日）、及び明治神宮野球場での対阪神戦ビジターゲーム中継は行わなかった。
- 広島東洋カープ戦（サンテレビ製作）※2002年と2003年に合計5試合だけサンテレビからのネットで実施（地元向けは在広局が別制作）、2004年度以降は放送なし。
- 北海道日本ハムファイターズ戦（GAORA・テレ玉制作）※2006年度以降は放送なし
- 埼玉西武ライオンズ戦（テレ玉制作）※2006年度以降は放送なし
- 千葉ロッテマリーンズ戦（チバテレビ制作）※2005年度以降は放送なし
- 東北楽天ゴールデンイーグルス戦（2011年、楽天野球団制作、同じく球団主導のスカイ・A sports+とは別制作、ローカル向け。）
- 東京ヤクルトスワローズ戦（2012年まで、自社製作、三重テレビとぎふチャンへもネット〔対中日ドラゴンズ戦のみ〕）

## 放送時間
（2011年当時の場合）
火曜日 - 金曜日
- 19:00 - 21:30

土曜日・日曜日（祝日）
- 試合開始時間によって異なる。
  - 13時開始の試合：13:30 - 16:30
  - 14時開始の試合：14:30 - 17:30
  - 18時開始の試合：18:30 - 21:00

補足
- 上記は全て楽天戦中継の場合であり、ヤクルト戦は年に1回の平日に限られ、放送時間も楽天戦より30分短い19:00 - 21:00となっている。
- プロ野球放送時は通常の番組は休止、平日21:00から放送される自社制作番組「ゴールデンアワー」は21:30からの短縮版として放送される。但し中継が早く終われば通常通り放送される。

## 出演者

### プロ野球の出演者
いずれも過去の出演者である。

〈東京ヤクルトスワローズ戦〉
解説者
- 三沢淳
- 平野謙 (2003年〜2005年)
- 松岡弘 (2006年〜2007年)
- 前田益穂 (2006年〜2008年)
- 広岡達朗 (2006年)※東京六大学野球選抜との親善試合をゲスト・荒川博と担当
- 角盈男 (2008年〜2011年)
- 広澤克実 (2012年)

過去のアナウンサー・リポーター
- 石原敬士 (2012年、元:TSSアナウンサー、現:フリー)
- 柴崎啓志（実況、2009年〜2011年）- 以前はBS日テレでの東京六大学野球実況を担当。現在は高校野球西東京大会の実況を担当している。
- 佐藤隆輔（実況、2008年まで）- この中継を担当しているほか、以前勤めていたNHKでラジオ（第1、FM、国際放送）のニュース（深夜の時間帯）や株式市況（ラジオ第2）も担当。
- 河田浩兒（リポーター）

〈東北楽天ゴールデンイーグルス戦〉
解説者
- 駒田徳広
- 金石昭人
- 戸叶尚
- 笘篠賢治
- 水上善雄

アナウンサー
- 河路直樹
- 加藤暁
- 渡邊哲夫
- 廣瀬隼也

## テーマ曲
プロ野球
- 1998年 - SIDE-ONE「青いプライドの靴」
- 1999年 - 「六甲おろし」
- 2011年 - OP「不明」、ED「JAGUAR'08」（楽天戦）

## TOKYO MX STADIUM以外の野球中継

### 主な中継

#### 高校野球
- 全国高等学校野球選手権大会東東京大会・西東京大会（5回戦→準々決勝以降、いずれも神宮球場）※開始当初は1回戦から府中市民球場や江戸川区球場などから中継したこともあった。
- 2017年より準決勝以降に縮小
- 2020年の2020年夏季東西東京都高等学校野球大会も準決勝以降の中継となった。但し、8月10日に行われた優勝校同士の東西対抗戦も中継された。
- リポーターは2003年から2010年までは高校生が担当していた。

#### 大学野球
- 東京六大学野球中継 1997年春から数年間放送。NHKでは殆ど放送されていなかった早慶戦以外の試合も土、日は原則全カード中継されていた。

※その後BS日テレで放送を継続し、現在はスカイ・A sports+などで放送。

### 高校野球の出演者
アナウンサー
- 柴崎啓志（1999年頃から）
- 渡邊哲夫
- 北川義隆（2013年から）
- 喜谷知純（2022年から）

リポーター
- 渋谷遥華（2013年から）
- 井上沙織（2014年から）
- 村山千代（2015年）

上記3名はライムライトに所属
- 棚橋麻衣（2015年）
- 瀧川奈津希（2025年）
- 奥田明日美（2024年から）
- 佐藤由菜（2024年から）
- 羽村亜美（2015年、2017年、2019年、2021年～）

過去の出演者
- 佐藤隆輔（1996年～2009年頃まで）
- 有馬孝栄（1997年）
- 奥野国英（1997年）
- 吉岡晋也（2001年、2004年）
- 田中雄介（2005年）
- 皆藤慎太郎（2005年）
- 須藤悟（2006年）
- 水野節彦（2007年まで）
- 高柳謙一（2008年）
- 熊谷龍一（2009年）
- 堂前英男（2009年まで）
- 滝沢雄一（2009・2010年）
- 平方恭子（2010年）
- 廣瀬隼也（2011・2012年）
- 山本義幸（2013年）
- 牛嶋俊明
- 小松正英（2021年）
- 河路直樹（2013年を除く）
- 田中大貴（2018年から）

リポーター
- 高井理江（1999年）
- 渡邊亜木（1999年）
- 室井昌也（2001年）
- 高城光代（2001年）
- 柴田愛子（2002年）
- 横田まさみ（2002年）
- 深沢うつぎ（2002年）
- 木村恭子（2011年から2013年）
- 渡名喜織恵（2011・2012年）
- 原麻理子
- 千賀絢子（2014年）
- 太田聖子（2014年）
- 比嘉夏希（2011年から2014年）
- 矢尾明子（2018年）
- 川口智美（2021・2022年）
- 各務梓菜（2023年）
- 白戸ゆめの（2024年）

解説者は現在では東京都高校野球連盟の関係者もしくは東京都内・高校野球部、大学野球部の元監督が担当。

### 大学野球の出演者
解説者
- 岡田忠（スポーツジャーナリスト・元朝日新聞記者、後に高校野球の解説を担当）
- 前田祐吉（元慶応義塾大学野球部監督）
- 五明公男（元法政大学野球部監督）
- 坂本二朗（元東京大学野球部監督）
- 平野裕一（元東京大学野球部監督）

アナウンサー
- 佐藤隆輔
- 吉岡晋也
- 篠原さなえ
- 深澤弘

### テーマソング
高校野球
- 1999年 - 木村由姫「Deep Sky Heart」
- 2001年 - 柴田淳「ぼくの味方」
- 2002年 - ZIGGY「HEAVEN AND HELL」
- 2003年 - 浅岡雄也「Re:start」
- 2004年 -
- 2005年 - Yum!Yum!ORANGE「Precious Days」
- 2006年 - Yum!Yum!ORANGE 「clover」
- 2007年 - ONEDRAFT「SUMMER DAYZ」
- 2008年 - 東京佼成ウインドオーケストラ「ブラバン!甲子園よりぬきベスト55」
- 2009年 - AAA「summer revolution」
- 2010年 - TRIPLANE「友よ」
- 2011年 - JURIAN BEAT CRISIS「ずっとここから」（ABCの高校野球中継とテレビ神奈川と共通）
- 2012年 - Little Blue boX「太陽の場所」（ABCの高校野球中継と共通）
- 2013年 - MYNAME「Sha la la」
- 2014年 - 東京パフォーマンスドール「BRAND NEW STORY」
- 2015年 - RIZING 2 END「命題コントラスト」
- 2016年 - ベリーグッドマン「ライオン」
- 2017年 - 亜咲花「Unfulfilled Butterfly」
- 2018年 - ベリーグッドマン「ライオン (2018 New Ver.) 」
- 2019年 - ベリーグッドマン「夢のまた夢」
- 2020年 - NEWS「Endless Summer」
- 2021年 - ベリーグッドマン「ナツノオモイデ」
- 2022年 - MACK JACK「心に太陽」
- 2023年 - MACK JACK「アンセム」
- 2024年 - HERO COMPLEX「STORY」
- 2025年 - ammo「SING ALONE GOOD」